# Tymienice (województwo lubuskie)
Tymienice – wieś w Polsce położona w województwie lubuskim, w powiecie żarskim, w gminie Lubsko. Wieś składa się z 3 jednostek osadniczych: Tymienice, Tymienice II, Tymienice III. Wieś miała kiedyś stację kolejową. 
W latach 1975–1998 miejscowość położona była w województwie zielonogórskim.